# Remington Rand

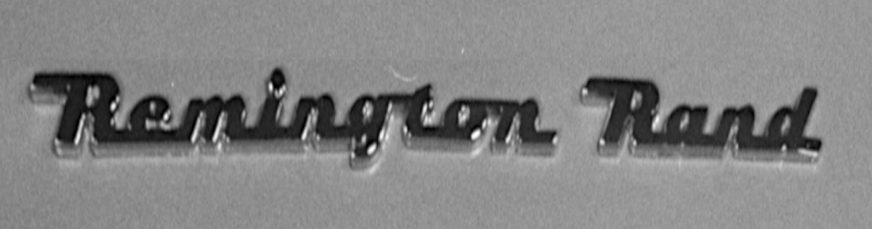
Firmenlogo in den späten 1950ern

Remington Rand (1927–1955) war ein amerikanischer Computerhersteller, dessen bekanntester Computer der UNIVAC I war. Remington Rand entstand 1927 aus der Remington Typewriter Company, der Rand Kardex Company, und der Powers Accounting Machine Company. 1950 kaufte Remington Rand die Eckert-Mauchly Computer Corporation, die die beiden Entwickler des ENIAC 1946 gegründet hatten. 1951 wurde der erste UNIVAC I an das Statistische Bundesamt der Vereinigten Staaten ausgeliefert. Remington Rand verschmolz 1955 mit der Sperry Corporation zu Sperry Rand (später nur Sperry). Sperry und Burroughs Corporation bildeten 1986 Unisys.
Remington Rand produzierte auch Tabelliermaschinen, elektrische Rasierapparate, Schreibmaschinen (Remington) und Aktenschränke (Kardex).

## Geschichte

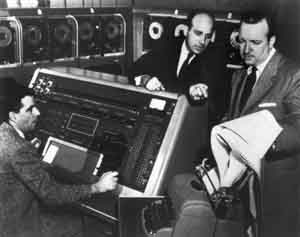
Mitarbeiter von Remington Rand demonstrieren dem CBS-Moderator Walter Cronkite den UNIVAC I des US Census Bureau.

1865 wurde Remington Arms in eine Aktiengesellschaft umgewandelt und begann mit einem neuen Geschäftszweig im Jahre 1873 – der Produktion von Schreibmaschinen. Dieser Zweig wurde aber 1886 an die Standard Typewriter Company verkauft, zusammen mit dem Recht zum Gebrauch des Namens Remington. 1902 wurde die Standard Typewriter Company in Remington Typewriter Company umbenannt. 1927 fusionierte die Remington Typewriter Company mit Rand Kardex Company und der Powers Accounting Machine Company unter dem neuen Namen „Remington Rand“. Remington Rand fertigte weiterhin Schreibmaschinen und wurde zu einem der größten Computerhersteller (UNIVAC) seiner Zeit.
- 1931 durch Aktienmehrheit der Torpedo-Werke AG
- 1950 Aufkauf der Eckert-Mauchly Computer Corporation – (EMCC)
- 1952 Aufkauf der Engineering Research Associates – (ERA)
- 1955 Fusion mit der Sperry Corporation zu Sperry Rand

## Remington-Schreibmaschinen

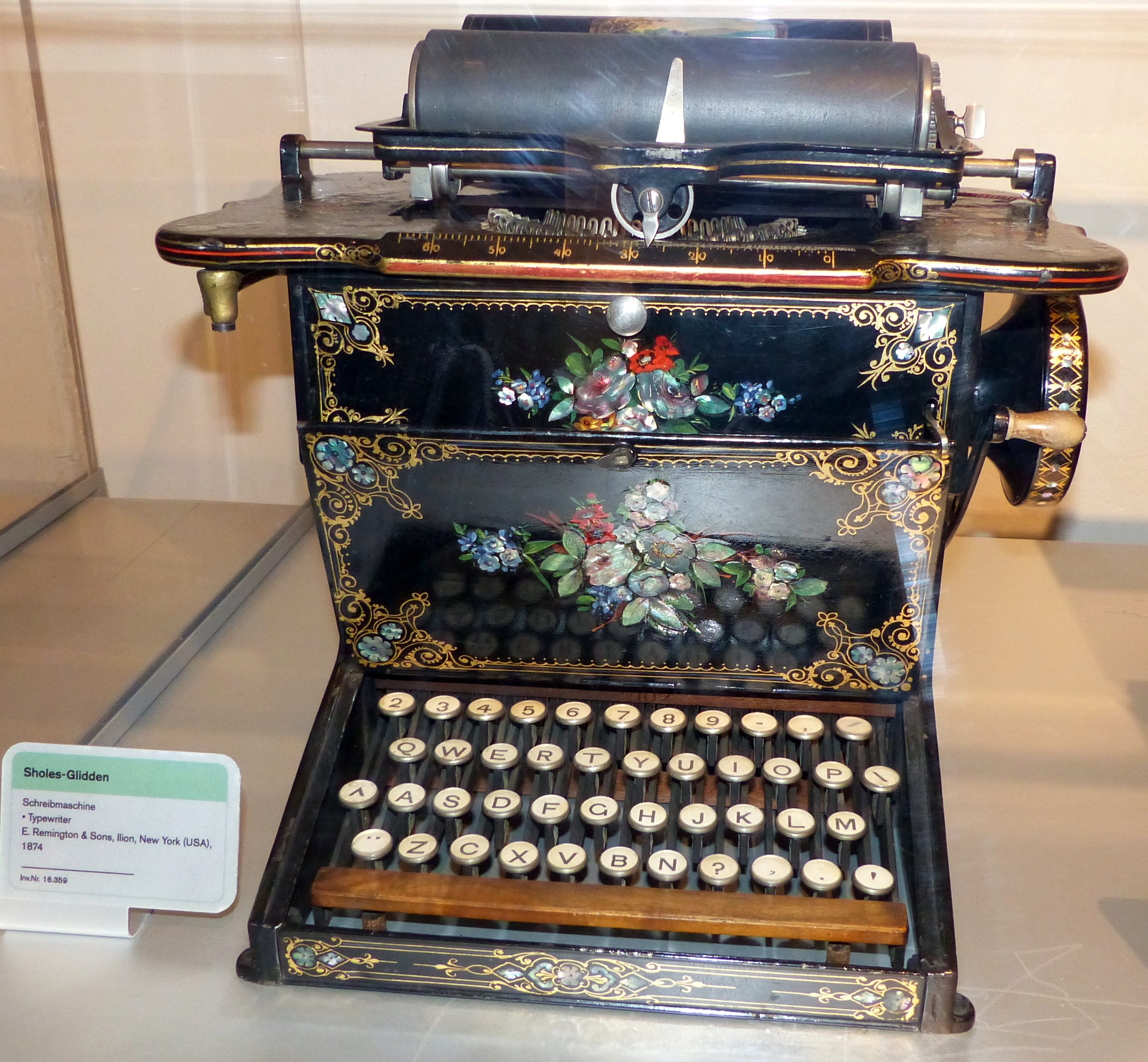
Sholes-&-Glidden-Schreibmaschine 1874, Technisches Museum Wien

Die Remington-Schreibmaschinen waren die ersten in Serienfertigung hergestellten Schreibmaschinen, die 1874, damals noch von Remington Arms, mit einer QWERTY-Tastatur auf den Markt gebracht wurden. Christopher Latham Sholes, der eine Schreibmaschine mit QWERTY-Tastatur entwickelte, versuchte, seine Entwicklung der Western Union für $50.000 zu verkaufen, scheiterte aber. Anschließend wurde mit Remington Arms ein Exklusivvertrag über die Herstellung der Schreibmaschinen abgeschlossen. Die Remington No. 1 kannte noch keine Umschaltung zwischen Groß- und Kleinbuchstaben. Die Typenhebel schlugen von unten auf die Walze, auf der das Papier geführt wurde. Zum Zeitpunkt des Tippens war daher nicht sichtbar, was geschrieben wurde. Erst etwa 5 Zeilen später kam die Schrift zum Vorschein. Die Remington No. 2 erschien 1878 und konnte zwischen Groß- und Kleinbuchstaben umgeschaltet werden und das Farbband selbstständig transportieren. In der Frühzeit der Schreibmaschinen dominierte das System von Remington mit dem Tastenanschlag von der Unterseite der Walze. Die später gängige Bauform mit dem Anschlag von vorne wurde durch die Firma Underwood auf den Markt gebracht. Die Bauform mit Wagnergetriebe wurde nach 1900 auch von Remington übernommen. Nach dem Durchbruch dieses Schreibmaschinentyps kam es zur weiten Verbreitung der Schreibmaschine. Das Standardmodell wurde von vielen Herstellern gebaut. Exotische Anschlagvarianten wurden vom Markt verdrängt. Bekannte Hersteller in Deutschland waren Mercedes, Naumann, Rheinmetall, Continental, Urania, Bing, Olympia, Adler, Triumph und viele mehr.
Ein berühmter früher Nutzer der Remington-Schreibmaschinen war Mark Twain.
Die Entwicklung der Remington-Schreibmaschine führte eine neue Industrie ein. Da die Schreibmaschinen eine höhere Schreibgeschwindigkeit als von Hand gestatteten, kam es zu großen Effizienzsteigerungen in der Büroarbeit. Dabei sind nicht nur wirtschaftliche Aspekte zu betrachten, sondern auch soziale und gesellschaftliche Umwälzungen, die durch die Einführung der Schreibmaschine vorangetrieben wurden.
Dieser Prozess lässt sich anhand von Statistiken der Stenographen und Maschinenschreiber in den Vereinigten Staaten nachweisen: während es 1870 noch einen Frauenanteil von 4,5 Prozent gab, stieg dieser 1880 bereits auf 40 Prozent; nach der sich an die industrielle Fertigung der Schreibmaschine in den Fabriken des Waffenfabrikanten Remington Arms (Modell Remington II ab 1881) anschließenden großflächigen Durchsetzung stieg dieser Anteil 1910 auf über 80 Prozent und lag schließlich 1930 bei 95,6 Prozent. Andere Hinweise auf diesen Charakter bietet die erhebliche Beschleunigung der Transkriptionsgeschwindigkeit, die durch die Schreibmaschine möglich wird; dies führt zu der Bezeichnung „Diskursmaschinengewehr“.

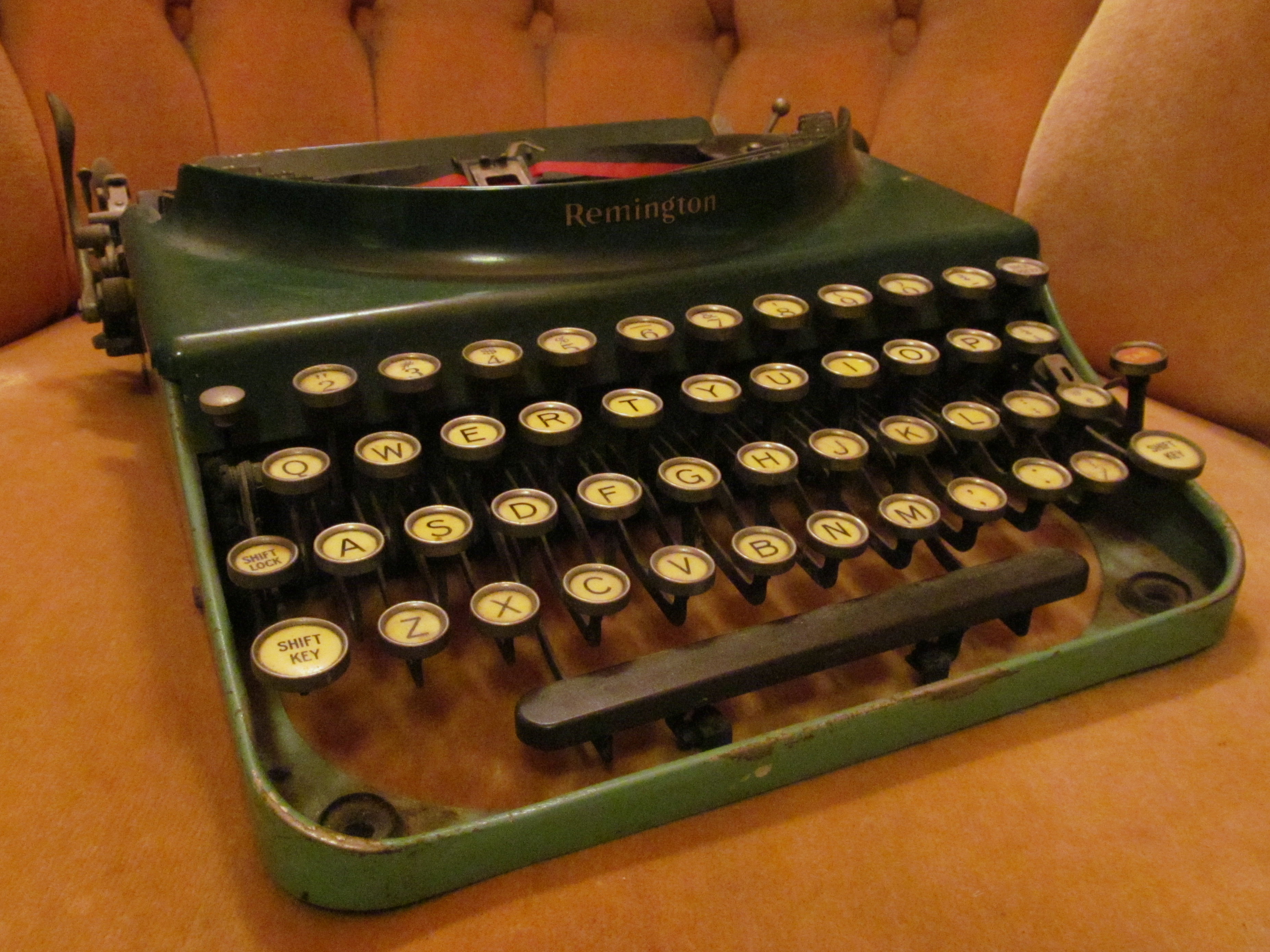
Remington Portable No. 3

Adolf Hitler schrieb das Typoskript seines Buchs Mein Kampf 1924 auf einer Remington-Reiseschreibmaschine (Modell: Remington Portable, Seriennummer NK 43 024) während seiner Festungshaft in der Haftanstalt Landsberg.

## Der UNIVAC

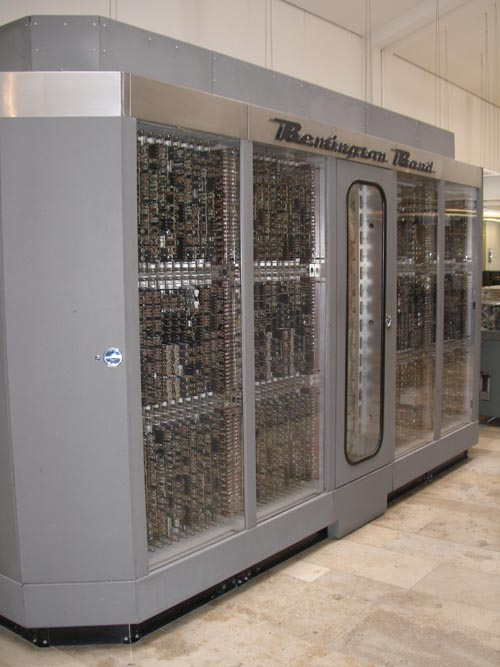
Univac I Factronic im Deutschen Museum in München

Nach dem Zweiten Weltkrieg waren nur wenige Menschen der Ansicht, dass Computer eine Zukunft haben würden. Die 1946 von J. Presper Eckert und John W. Mauchly gegründete Eckert-Mauchly Computer Corporation (EMCC) war eine der wenigen Firmen, die überzeugt war, dass elektronische Rechenanlagen universell eingesetzt werden können, also nicht nur in der Wissenschaft für spezifische Berechnungen von komplexen mathematischen Problemen einsetzbar seien, sondern auch in der Wirtschaft einen Verwendungszweck finden werden.
Die Eckert-Mauchly Computer Corporation arbeitete am BINAC, einer kleineren Version des ENIAC, welche für die Northrop Corporation gebaut wurde. 1948 bekam EMCC den Auftrag, einen Rechner für das US Census Bureau zu bauen, welcher für die Volkszählung 1950 bereit sein sollte. Wegen finanzieller Schwierigkeiten konnte der Termin nicht gehalten werden, und die Eckert-Mauchly Computer Corporation wurde am 15. Februar 1950 von Remington Rand übernommen. Die EMCC wurde als Geschäftseinheit UNIVAC in die Remington-Rand-Organisation eingebunden.
Als 1951 der UNIVAC I dem US Census Bureau übergeben wurde, läutete er die Ära kommerzieller elektronischer Rechenanlagen ein, und für einige Jahre wurde die Bezeichnung UNIVAC stellvertretend für alle Computer benutzt. Dies war der erste Einsatz eines für kommerzielle Zwecke hergestellten Rechners weltweit.
Berühmt wurde der UNIVAC nach der Präsidentschaftswahlnacht 1952. Mit ihm wurde eine Hochrechnung erstellt, basierend auf 7 % der ausgezählten Stimmen. Als Ergebnis sagte der Rechner um 9 Uhr abends einen Erdrutschsieg für Eisenhower voraus, im Widerspruch zu konventionell ermittelten Prognosen eines Kopf-an-Kopf-Rennens. Die Auftraggeber trauten der UNIVAC-Prognose nicht und beschlossen, sie nicht zu veröffentlichen. Später stellte sich heraus, dass sie recht genau war: Die vorausgesagte Wahlmännerverteilung von 438 für Eisenhower und 93 für Stevenson kam nah an die tatsächliche Verteilung von 442:89 heran. Dieses Ergebnis machte den UNIVAC weltweit bekannt.

## Die ERA

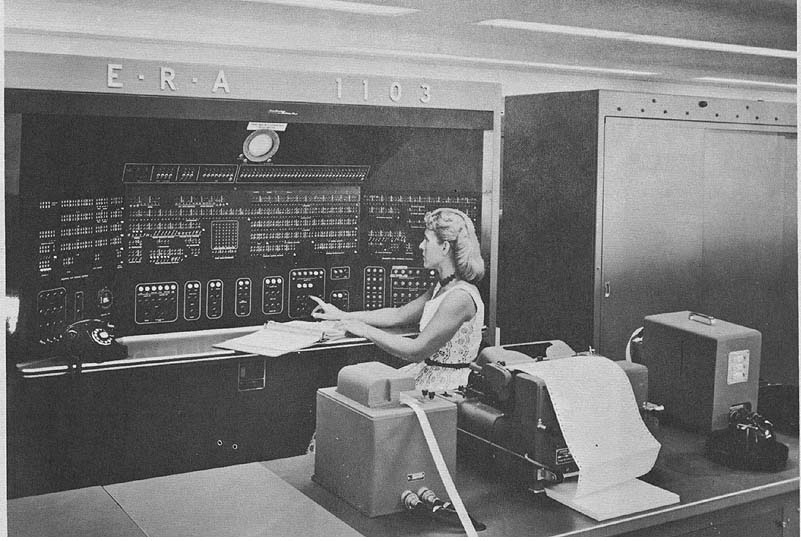
ERA 1103

1952 wurde Engineering Research Associates (ERA) durch Remington Rand aufgekauft. Das ERA-Team war ursprünglich eine Gruppe von Wissenschaftlern und Ingenieuren, welche während des Zweiten Weltkriegs für die US Navy, primär im Bereich der Kryptografie, arbeiteten. Mit Ende des Kriegs gründeten sie die Engineering Research Associates, welche vor allem Computer im Bereich der Kryptoanalyse baute.
ERA konzentrierte sich auf wissenschaftliche und militärische Computer, während Eckert-Mauchly sich auf zivile Computer (UNIVAC) konzentrierte.
Als aber 1955 Remington Rand mit der Sperry Corporation fusionierte, wurden die beiden Geschäftseinheiten unter dem gemeinsamen Namen UNIVAC zusammengelegt. Die ursprünglichen Rechner ERA 1101, 1102 und 1103 wurden in UNIVAC 1101, UNIVAC 1102 und UNIVAC 1103 umbenannt.